# سنلاند بارك (نيومكسيكو)
سنلاند بارك (بالإنجليزية: Sunland Park)‏ هي إحدى مدن ولاية نيومكسيكو في الولايات المتحدة الأمريكية.